# پل جی. گریفیث
پل جی. گریفیث (انگلیسی: Paul J. Griffiths; ۱۲ نوامبر ۱۹۵۵ – ) فیلسوف، الهی‌دان، مؤلف (پدیدآور)  و استاد دانشگاه اهل انگلستان بود.